# Lea De Mae
Lea De Mae, nome artístico de Andrea Absolonová (26 de dezembro de 1976 – 9 de dezembro de 2004) foi uma atriz pornográfica e mergulhadora tcheca.

## Biografia
Nascida na antiga Tchecoslováquia, De Mae era membro da equipe nacional de mergulho, mas feriu-se na coluna em um acidente no treinamento para os Jogos Olímpicos de Verão de 1996 em Atlanta, em um mergulho a partir da plataforma de 10m. Ela se recuperou de sua lesão, mas não se classificou para os Jogos Olímpicos de Sydney 2000. Seus problemas persistiram, então ela se aposentou do esporte profissional.
De Mae mais tarde foi persuadida por um fotógrafo a posar nua e, eventualmente, a participar da indústria de filmes adultos.
De Mae apareceu em mais de 80 filmes adultos. Ela apareceu pela primeira vez nas telas americanas em uma série de filmes da Private. Ela finalmente voltou para a Europa, lançando mais filmes, mas depois de um breve período de tempo, retornou aos Estados Unidos.

De Mae foi diagnosticada com glioblastoma, uma forma agressiva de câncer no cérebro em julho de 2004. Durante sua batalha pela vida, os fãs de todo o mundo e colegas atores pornôs apoiaram um fundo médico que tinha sido criado por ela em Praga, mas ela sucumbiu à doença em 9 de dezembro de 2004, aos 27 anos.